# Corazón/Dile (flexi disc)
Corazón/dile es un disco flex de Karina de 1964 en colaboración con el grupo Los Pekenikes con destino promocional. Disco de gran valor para los coleccionistas. Las características de este tipo de formato hace que aunque sea un disco sencillo, su velocidad de reproducción es de 33 rpm.

## Miembros
- Alfonso Sainz - Saxo tenor
- Lucas Sainz - Guitarra líder
- Ignacio Martín Sequeros - Bajo eléctrico
- Pablo Argote - Batería
- Tony Luz - Guitarra rítmica
- Juan Pardo - Coros
- Karina - Cantante